# إد غودسن
إد غودسن (بالإنجليزية: Ed Goodson)‏ هو لاعب كرة قاعدة أمريكي، ولد في 25 يناير 1948 في بولاسكي في الولايات المتحدة.

## وصلات خارجية
- إد غودسن على موقعبيزبول رفرنس.كوم (الدوري الرئيسي) (الإنجليزية)
- إد غودسن على موقعبيزبول رفرنس.كوم (الدوري الثانوي) (الإنجليزية)